# Feltrino de Novellara
Feltrino de Novellara ou Feltrino Gonzaga (Mantoue-Padoue, 28 décembre 1374) est un condottiere italien fondateur de la branche de Novellara et Bagnolo de la maison Gonzague.

## Biographie
Il est le troisième fils de Louis Ier de Mantoue, premier capitaine du peuple de Mantoue, et de Richilda Ramberti. Il épouse en premières noces en 1328 Antonia da Correggio, fille de Guido IV da Correggio (it), seigneur de Parme et de Correggio. Il épouse probablement en secondes noces Caterina Visconti, fille de Stefano Visconti.
En 1328, il contribue avec son père et ses frères Guido et Filippino (it) à la Prise de Mantoue (it) des Bonacolsi.
En 1335, avec la conquête de Reggio d'Émilie par les troupes des Gonzague, Feltrino arrive dans la ville émilienne, qu'il ne quitte qu'en 1371. Il s'occupe immédiatement de fortifier la ville et démolit un quartier entier, celui de San Nazario, à la place duquel il construit une puissante citadelle, rasée seulement en 1850. En 1345, il résiste aux assauts de Mastino della Scala sur Reggio et Modène. Le 16 février 1356, il détruit le monastère de San Prospero, le plus grand de Reggio, à l'intérieur duquel s'étaient réfugiés les partisans des Visconti qui avaient tenté de renverser le gouvernement de la ville. Il participe en tant que chef de la ligue guelfe à la bataille contre Barnabé Visconti et, en 1357, s'empare d'une flotte sur le Pô chargée de marchandises d'une valeur considérable provenant de ses ennemis.
En 1363, à la tête de la ligue anti-viscontiste, il anéantit l'armée ennemie à Solara. L'année suivante, grâce à la mort de son neveu Ugolino (it) qui ouvre une période de détente entre les Gonzague de Mantoue et Feltrino, une paix est signée entre ce dernier et Barnabé Visconti. En 1366, l'empereur Charles IV nomme Feltrino vicaire impérial de Reggio. Il fait alors à nouveau partie d'une ligue anti-viscontaire. Cependant, le 13 février 1370, les troupes des Visconti assiègent Reggio. La ligue éclate et Gonzague se retrouve entouré de plusieurs ennemis, dont les habitants de Reggio, traités très durement depuis de trop nombreuses années. L'année suivante, Barnabé Visconti réapparaît sous les murs de la cité émilienne, cette fois avec son allié Nicolas II d'Este. Trahi par ses alliés les plus fidèles, Feltrino s'enferme dans la citadelle fortifiée, tandis que Reggio est mise à sac par les troupes d'Este. Ne voulant pas céder devant la famille d'Este, Feltrino Gonzaga se rend à son éternel ennemi Barnabé Visconti.
Le 17 mai 1371, il vend Reggio et son territoire aux Visconti, pour 50 000 florins d'or, à l'exception des deux localités de Novellara et de Bagnolo, situées le long de l'important canal qui reliait la ville émilienne au Pô. Ce petit territoire, qui deviendra plus tard le Comté de Novellara, restera un État indépendant jusqu'en 1737. Il passe les dernières années de sa vie à errer dans les villes du nord de l'Italie, dans la misère la plus totale.
Il meurt à Padoue en décembre 1374 et est enterré dans l'église des Érémitiques.

## Descendance
Feltrino et Antonia da Correggio ont eu quatre fils :
- Pietro, décédé avant son père ;
- Guido (it) (1340-1399), héritier du fief de Novellara en 1374, il épouse Ginevra Malatesta, fille de Malatesta III Malatesta (it) ;
- Guglielmo (it), participe aux conspirations de 1356 et 1376 contre les Gonzague et est capitaine de fortune au service des Bolonais en 1391. Il devient comte de ;
- Odoardo (it) (?-1417) a participé à des conspirations contre les Gonzague de Mantoue et a été capitaine mercenaire au service des Bolonais.